# Манукян Давид Сасунікович
Давид Сасунікович Манукян (нар. 19 листопада 1969, Ленінакан, Вірменська РСР) — український борець греко-римського стилю вірменського походження, срібний призер чемпіонату Європи, учасник Олімпійських ігор. Майстер спорту України міжнародного класу.

## Життєпис
Боротьбою почав займатися з 1979 року. Чемпіон молодіжної першості СРСР 1989 року. У 1987—1990 роках входив до складу молодіжної збірної команди СРСР. У 1994—2003 роках захищав кольори збірної команди України. Переможець перших Всеукраїнських літніх спортивних ігор (1999).
Виступав за борцівський клуб «Чемпіон», Запоріжжя та спортивне товариство «Спартак», Запоріжжя. Тренер — Євген Чертков.
Випускник Запорізького національного університету (2004).

## Спортивні результати на міжнародних змаганнях

### Виступи на Олімпіадах
| Змагання                    | Збірна  | Вагова категорія                 | Місце |
| --------------------------- | ------- | -------------------------------- | ----- |
| Літні Олімпійські ігри 2000 | Україна | греко-римська боротьба, до 76 кг | 4     |

На літніх Олімпійських іграх 2000 року в Сіднеї дістався півфіналу, впевнено перемігши у трьох поєдинках, в тому числі в білоруса В'ячеслава Макаренка, якому поступився у фіналі чемпіонату Європи того ж року. У півфіналі Манукян програв фінському борцеві Марко Юлі-Ханнукселі. У сутичці за бронзову нагороду зазнав поразки від американського борця Метта Ліндленда.

### Виступи на Чемпіонатах світу
| Змагання                        | Збірна  | Вагова категорія                 | Місце |
| ------------------------------- | ------- | -------------------------------- | ----- |
| Чемпіонат світу з боротьби 1997 | Україна | греко-римська боротьба, до 76 кг | 11    |
| Чемпіонат світу з боротьби 1998 | Україна | греко-римська боротьба, до 76 кг | 10    |
| Чемпіонат світу з боротьби 1999 | Україна | греко-римська боротьба, до 76 кг | 17    |

### Виступи на Чемпіонатах Європи
| Змагання                         | Збірна  | Вагова категорія                 | Місце  |
| -------------------------------- | ------- | -------------------------------- | ------ |
| Чемпіонат Європи з боротьби 1998 | Україна | греко-римська боротьба, до 76 кг | 8      |
| Чемпіонат Європи з боротьби 1999 | Україна | греко-римська боротьба, до 76 кг | 7      |
| Чемпіонат Європи з боротьби 2000 | Україна | греко-римська боротьба, до 76 кг | Срібло |

### Виступи на інших змаганнях
| Змагання                                                             | Збірна  | Вагова категорія                 | Місце |
| -------------------------------------------------------------------- | ------- | -------------------------------- | ----- |
| Олімпійський кваліфікаційний турнір з боротьби 2000 (Фаенца)         | Україна | греко-римська боротьба, до 76 кг | 12    |
| Олімпійський кваліфікаційний турнір з боротьби 2000 (Клермон-Ферран) | Україна | греко-римська боротьба, до 76 кг | 9     |